# Estadio Angelo Massimino
El Estadio Angelo Massimino (anteriormente conocido como Estadio Cibali) es un estadio multiusos de Catania, Italia. Actualmente se usa para acoger los partidos de fútbol del Calcio Catania. El estadio fue construido en 1937 y tiene un aforo para 23 420 espectadores. En 2002 fue renombrado como Angelo Massimino en honor al antiguo presidente del club Calcio Catania.
El estadio Angelo Massimino de Catania, antiguo estadio Cibali del distrito homónimo de Catania en el que se encuentra (todavía se le conoce comúnmente con este nombre), es el estadio polideportivo que alberga los partidos en casa del Calcio Catania.  También fue el estadio del Atlético Catania y Jolly Componibili Catania, el equipo de fútbol femenino que ganó el Scudetto de 1978. Es uno de los estadios más conocidos de Italia.

## Historia
Fue construido a partir de 1935 sobre un proyecto del arquitecto Raffaele Leone por encargo de la empresa propiedad del ingeniero Antonio Ferro e inaugurado el 28 de noviembre de 1937 con motivo del partido de Serie C entre ACF Catania y Foggia, que finalizó 1-0 para los anfitriones .  Bautizado Cibali (y apodado "estadio de los veinte mil"), en 1941 fue dedicado a Italo Balbo, sólo para resumir el primer nombre tras la caída del fascismo.
Desde 1960, tras el segundo ascenso a la Serie A, la dirección del Catania avanza la hipótesis de dejar la planta para construir un nuevo estadio en el Pantano d'Arci debido a la pista de atletismo que impedía y, aún hoy, impide una perfecta visión de la juego.
El 4 de junio de 1961, el estadio fue escenario de la famosa expresión "¡Clamoroso al Cibali!", cuando el comentarista Sandro Ciotti habló sobre la victoria de Catania sobre el Inter de Helenio Herrera.
Renovado en 1991 y luego en 1997, acogió dos partidos de selecciones nacionales (en 1998 contra Eslovaquia y en 2002 contra Estados Unidos), algunas competiciones de varios deportes, el acto de clausura de la Universiada de Verano de 1997 y los principales partidos de los Juegos Militares. Copa del Mundo de 2003. Está equipado con una pista de atletismo de 8 calles, un campo de entrenamiento (el Cibalino), una cancha de voleibol (el PalaSpedini, donde jugaron tanto Paoletti como Alidea, que ganaron respectivamente el Scudetto en las canchas de voleibol masculino y femenino), una cancha de baloncesto externa (la PalaSpedini externa) y varias oficinas.
En la revista Catania Calcio de febrero de 2002, se enumeraban 20 buenas razones por las que el estadio era inadecuado pero, a pesar de que se llevaron a cabo varios proyectos, ni siquiera se colocó la primera piedra de las nuevas instalaciones.  En 2007, la plaza Vincenzo Spedini frente al estadio fue escenario de los enfrentamientos que terminaron con la muerte del inspector de policía Filippo Raciti.
A partir de la temporada deportiva 2008-2009 está equipado con una cartelera electrónica de vídeo.  En el verano de 2013, el Massimino se sometió a un primer restyling: se enterraron los dos bancos, se crearon cinco palcos Sky en el centro de la tribuna A y dos áreas de restaurante.
Actualmente, se encuentra publicado en el mercado electrónico MEPA el concurso público para identificar a la empresa que deberá realizar el proyecto de remodelación del estadio y la cancha de reducidas dimensiones contigua, denominada "Cibalino": se trabajará en ambas canchas, con la instalación de un césped mixto natural/sintético, mientras que en las gradas se sustituirán los asientos de la grada central y se instalarán nuevos asientos en las dos curvas.  También se reformará la tribuna de prensa, el túnel de acceso desde los vestuarios al terreno de juego y todos los aseos de la instalación.  También se instalará un nuevo tablero de luces, en sustitución del actual, que tiene 16 metros de ancho y 4 metros de alto.  Otras intervenciones serán la valla interior, la pista de atletismo que se rehabilitará, el sistema eléctrico y contra incendios, los banquillos, la valla del parterre-campo, los tabiques entre gradas y la zona reservada para minusválidos, que se trasladará al mismo nivel del terreno de juego.
La renovación de las antiguas y gloriosas instalaciones de Etnean coincide con la creación de un nuevo club de fútbol que heredará el destino del Calcio Catania SpA, que quebró en los últimos meses.  El nuevo propietario, el siciliano-australiano Ross Pelligra, ya ha declarado que quiere centrarse, al menos en los primeros años, en la antigua planta, tratando de hacer de ella una estructura que esté siempre al servicio del barrio y de la ciudad.  así como el escenario natural para el nuevo equipo rossazzurra, cuyo objetivo es el regreso del Catania a la Serie A en el menor tiempo posible, partiendo de los Amateurs.

## capacidad
Hay varias versiones de la capacidad actual del estadio.  Tras la última reforma, con la incorporación del sector de invitados y la reconstrucción de la Curva Sud, se han perdido muchas zonas útiles (en los años sesenta, en la Serie A, se podían albergar en las gradas 40.000 aficionados).
La Lega Calcio reporta una capacidad de 31 530 asientos. En cuanto al aforo homologado, el Centro Nacional de Información de Eventos Deportivos (CNIMS) indica un aforo homologado de 26.266 plazas.
El número máximo de espectadores de pago en una liga (incluidos los abonados) se alcanzó el 14 de septiembre de 2002 (Catania-Génova 3-2) con unos 28.200 espectadores;  similar al del partido de fútbol Italia-Eslovaquia de 1998, pero el 28 de mayo de 2006 (Catania-AlbinoLeffe 2-1) se agotó con solo 21.327 espectadores de pago aunque había un número en las gradas más gente , gracias también al gran parterre de la Tribuna B y las curvas (norte y sur), que junto con la Tribuna A conforman los sectores del estadio.
En 2019 se certificó el aforo real de 20.016 asientos, repartidos de la siguiente manera: 3.243 en Tribuna A, 4.502 en Tribuna B, 5.865 en Curva Sud, 5.406 en Curva Nord y 1.000 en Sector Invitados Sin embargo, estas capacidades están destinadas a sufrir nuevos cambios en virtud de las obras de remodelación previstas del estadio, que implican la instalación de 20.806 nuevas localidades.

## partidos internacionales de futbol
- Italia Italia 3-0 Eslovaquia Eslovaquia (28 de enero de 1998, amistoso)
- Italia Italia - Estados Unidos Estados Unidos 1-0 (13 de febrero de 2002, amistoso)
- Italia Italia - Moldavia Moldavia 4-0 (6 de septiembre de 2019, amistoso sub-21)
- Italia Italia - Armenia Armenia 6-0 (19 de noviembre de 2019, clasificatorio Europeo sub-21)

## partidos internacionales de rugby
- Italia Italia - Rumanía Rumanía 24-6 (1 de octubre de 1994)
- Italia Italia - Fiyi Fiyi 19-10 (11 de noviembre de 2017)

## Transporte
- Parada de metro Cibali
- parada de metro Milo
- Líneas de Autobuses Urbanos AMTS

## Uso y beneficiarios
- Catania (Fútbol)

(1937-Hoy)
- massiminiana (Fútbol)

(1959-1976)
- Atlético Catania (Fútbol)

(1986-1988; 1994-2001)
- Jolly catania (fútbol femenino)

(1976-1979)
- Sicula Leonzio (Fútbol)

(2017-2018)